# Alex Okafor
Alex Okafor (Dallas, 8 febbraio 1991) è un giocatore di football americano statunitense che gioca nel ruolo di outside linebacker per i Kansas City Chiefs della National Football League (NFL). Fu scelto nel corso del quarto giro (103º assoluto) del Draft NFL 2013 dagli Arizona Cardinals. Al college ha giocato a football all’Università del Texas a Austin.

## Carriera professionistica

### Arizona Cardinals
Okafor fu scelto nel corso del quarto giro del Draft 2013 dagli Arizona Cardinals. Debuttò come professionista nella settimana 3 contro i New Orleans Saints mettendo a segno un tackle, in quella che fu la sua unica presenza nella sua stagione da rookie. Nella successiva trovò maggior spazio disputando 13 gare, tutte tranne una come titolare, con 30 tackle, 8 sack (leader della squadra) e un intercetto nella settimana 14 contro i Kansas City Chiefs. Partì come titolare anche nel primo turno di playoff, perso contro i Carolina Panthers, in cui fece registrare cinque tackle.

### New Orleans Saints
Nel 2017 Okafor firmò con i New Orleans Saints.

### Kansas City Chiefs
Nel 2019 Okafor firmò con i Kansas City Chiefs.

## Palmarès
- American Football Conference Championship: 2

Kansas City Chiefs: 2019, 2020

## Statistiche
| Partite totali      | 14  |
| Partite da titolare | 12  |
| Tackle              | 31  |
| Sack                | 8,0 |
| Intercetti          | 1   |

Statistiche aggiornate alla stagione 2014